# Barreiro (Cabo Verde)
Barreiro es una villa caboverdiana del municipio de Maio.

## Geografía
La villa está situada en la isla de Maio.

## Organización territorial
La villa abarca los lugares y barrios de:
- Banda Riba
- Lém Barela